# Giovanni Nicolò Mezzogorri
Giovanni Nicolò Mezzogorri, né à la fin du XVIe siècle et mort après 1622, est un compositeur italien de la fin de la Renaissance.

## Biographie
Il a été, avec Biagio Tomasi, l'un des protégés du compositeur Girolamo Belli à Argenta.
Mezzogorri a passé l'essentiel de sa carrière à Comacchio, où il était maître de chapelle de la cathédrale.

## Œuvre
Son œuvre est essentiellement dans le répertoire sacré, vocal, à deux et quatre voix.